# Розара (Падова)
Розара је насеље у Италији у округу Падова, региону Венето.
Према процени из 2011. у насељу је живело 210 становника. Насеље се налази на надморској висини од -1 м.